# Brunnenwürmer
Die Brunnenwürmer (Haplotaxidae) sind eine Familie der Wenigborster (Oligochaeta) in der Ringelwurm-Klasse der Gürtelwürmer (Clitellata), die weltweit in Grundwasser und Quellgewässern verbreitet sind. Etwa 30 Arten sind bekannt.

## Merkmale
Die Brunnenwürmer haben ähnlich den Regenwürmern eine regelmäßige Segmentierung, doch sind sie mit einer Länge von 2 cm bis 10 cm, bisweilen gar 40 cm und einer Breite von nur etwa 0,5 mm bis 2 mm sehr viel länger als breit und wirken dadurch fadenförmig. Lebendige Brunnenwürmer sind oft rosa oder braun gefärbt. Die Tiere besitzen einen kräftigen, muskulösen Pharynx, mithilfe dessen sie vor allem andere kleine Ringelwürmer einsaugen.
Wie alle Gürtelwürmer sind die Brunnenwürmer Zwitter, die meist je zwei Paar Hoden und Eierstöcke, zusammen also acht Gonaden besitzen, weshalb sie auch als oktogonadal bezeichnet werden. Dabei sitzen die Hoden im 10. und 11., die Eierstöcke dagegen im 12. und 13. Segment. Dieses Merkmal gilt als sehr ursprüngliches Merkmal der Gürtelwürmer. Bei manchen Arten der Brunnenwürmer fehlen das jeweils hintere Paar der Hoden und der Eierstöcke. Haplotaxis forbesi hat nur ein Paar Hoden im 10. Segment, während die beiden Paar Eierstöcke in Abweichung vom Grundbauplan im 15. und 16. Segment sitzen. Die Receptacula seminis befinden sich in den vor den Hoden sitzenden Segmenten und münden an der Bauchseite nach außen. Bei Haplotaxis gordioides sind es drei Paar im 7., 8. und 9. Segment. Penisborsten oder Penisse fehlen. Anders als bei Regenwürmern besteht das Clitellum der Haplotaxidae nur aus einer Zellschicht und ist deshalb unauffällig. So konnte G. L. Hartmann 1821 bei seiner Erstbeschreibung des „Fadenwurmähnlichen Regenwurms“ Lumbricus Gordioides keinen Gürtel entdecken. Größe und Lage des meist nicht sichtbaren Gürtels variieren nach Art: So erstreckt sich das Clitellum beispielsweise bei Haplotaxis ascarioides vom 11. bis 16. Segment, bei Haplotaxis gordioides dagegen vom 10. bis 13. Segment.
Die Haplotaxidae weisen die typischen ursprünglichen Merkmale der paraphyletischen Wenigborster auf. So haben sie ein voll entwickeltes, nach Segmenten septiertes und als Hydroskelett wirkendes Coelom sowie ein primäres geschlossenes Blutgefäßsystem. Dieses ist einfach gebaut, doch können mehrere ins Coelom hineinragende Hauptblutgefäße parallel verlaufen und dabei einen erheblichen Anteil des Wurmvolumens einnehmen, während ein feines Kapillarsystem, wie man es bei den Regenwürmern und auch bei vielen Vielborstern kennt, völlig oder weitgehend fehlt. Die längs verlaufenden Blutgefäße sind durch kontraktile Ringgefäße miteinander verbunden.
Die Brunnenwürmer besitzen an jedem Segment vier oder zwei einzelne Borsten (Chaetae), mit denen sich die Tiere im Boden verankern und die den notwendigen Halt bei der durch Längs- und Ringmuskulatur des Hautmuskelschlauches ermöglichten Fortbewegung geben. Dabei sind die bauchseitigen Chaetae groß und sichelförmig, die rückenseitigen dagegen klein und gerade, bei vielen Arten an allen oder einigen Segmenten nicht vorhanden.
Bei der Begattung umschlingen zwei Tiere ihr Vorderende bauchseitig aneinander und tauschen Spermien aus, die in das Receptaculum seminis des Sexpartners gelangen. Durch ein Sekret des kaum sichtbaren Clitellums wird ein Eikokon gebildet, in den der Brunnenwurm zunächst seine eigenen Eier und sodann aus seinen Receptacula seminis das Sperma seines Sexpartners abgibt und so die Befruchtung im Kokon ermöglicht. Hier entwickeln sich die Embryonen zu fertigen kleinen Würmern.

## Verbreitung, Lebensraum und Lebensweise
Die Haplotaxidae sind weltweit in Grundwasser, Quellgewässern, Bächen und Höhlengewässern verbreitet, wobei sie meist nur zerstreut aufgefunden werden, lokal aber auch in großer Zahl.
Die Brunnenwürmer erbeuten insbesondere andere kleine Ringelwürmer wie beispielsweise Tubifex oder auch kleinere Brunnenwürmer, die sie mithilfe ihres muskulösen Pharynx als Ganzes einsaugen.
Der 1821 von G. L. Hartmann erstbeschriebene, etwa 1 mm breite und bis 30 cm lange Brunnengräberwurm Haplotaxis gordioides bewohnt als Kosmopolit Quellgewässer und Brunnen, aber auch Flüsse und Seen. Zu den Fundorten gehören unter anderem Europa und Nordamerika. Der aus West Virginia bekannte Haplotaxis brinkhursti ist dagegen Höhlenbewohner.

## Gattungen
Die etwa 30 Arten der Haplotaxidae werden auf sieben Gattungen verteilt:
- Alphadrilus Brinkhurst, 1988
- Delaya Brinkhurst, 1988
- Haplotaxis Hoffmeister, 1843
- Hologynus Brinkhurst, 1988
- Metataxis Righi, 1985
- Omodeodrilus Kammerer, 2006
- Pelodrilus Beddard, 1891